# توني دي
توني دي (بالإنجليزية: Tony Dye)‏ هو لاعب كرة قدم أمريكية أمريكي، ولد في 11 فبراير 1990 في سان خوسيه في الولايات المتحدة.

## وصلات خارجية
- توني دي على موقع مرجع كرة القدم المحترفة.كوم (الإنجليزية)